# Somália nos Jogos Olímpicos de Verão de 1984
A Somália competiu nos Jogos Olímpicos de Verão de 1984 em Los Angeles, Estados Unidos.  O país retornou às Olimpíadas após boicotar os Jogos de 1976 e de 1980.

## Resultados por Evento

### Atletismo
400 m masculino
- Ibrahim Okash Omar
  - Eliminatórias — 47.91 (→ não avançou)

5.000 m masculino
- Ali Mohamed Hufane
  - Eliminatórias — did not finish (→ não avançou)

10.000 m masculino
- Muhiddin Mohamed Kulmiye
  - Eliminatórias — 29:37.93 (→ não avançou)

Maratona masculina
- Ahmed Ismail — 2:23:27 (→ 47º lugar)
- Ahmed Abdullahij — 2:44:39 (→ 73º lugar)